# José Augusto Cabral de Melo
José Augusto Cabral de Melo e Silva (Angra, 22 de janeiro de 1793 — Angra do Heroísmo, 16 de outubro de 1871) foi um poeta, latinista, jornalista e intelectual açoriano. Entre as suas obras originais, e são muitas, as principais são a Ode a um pessegueiro e as Poesias Líricas, mas o seu trabalho mais importante é a tradução integral das Odes de Horácio. Homem erudito e multifacetado, desenvolveu um grande labor literário e poético, correspondendo-se com os principais intelectuais portugueses do tempo, entre os quais Almeida Garrett. Também se destacou como cultor da caligrafia artística.

## Biografia
Nasceu na cidade de Angra, o quinto filho de Bento José da Silva, oriundo da Província do Minho, comerciante, e de Maria Espínola Cabral de Melo, um casal cuja prole atingiria os 13 filhos, sete rapazes e seis raparigas. Destinado pela família a seguir a carreira eclesiástica, frequentou as cadeiras de Gramática Portuguesa, Gramática Latina, Latinidade, Filosofia Racional e Retórica, que ao tempo se leccionavam em Angra. Autodidacta, adquiriu uma sólida formação clássica, em particular no campo da latinidade, que está bem patente na sua obra.
Como não sentisse vocação para seguir a vida de presbítero, decidiu dedicar-se ao comércio, estudando inglês, italiano e contabilidade. Dado que a sua família não dispunha de posses que lhe permitissem matricular-se na Universidade de Coimbra, como desejava, procurou emprego na administração pública, empregando-se em 1809, quando tinha 16 anos de idade, na secretaria do Governo Geral dos Açores.
O seu gosto pelas Humanidades, levou a que continuasse a ler os clássicos e a melhorar o seu latim, revelando-se neste campo um extraordinário autodidacta. A sua obra mostra a profundidade e abrangência dos seus conhecimentos, pouco condicente com a paucidade da sua formação académica.
Os capitães-generais reconheceram a sua competência e cultura, tendo atingido o posto de de secretário-geral da secretaria do Governo Geral dos Açores até 1826, passando nesse ano para secretário da Junta do Paço. Para além disso, foi encarregado de diversas comissões de serviço, incluindo uma ida à corte do Rio de Janeiro, onde conheceu Silvestre Pinheiro Ferreira, entre outras personalidades da política daquela época.
A agitação que se seguiu à Revolução Liberal do Porto de agosto de 1820 e as sucessivas revoltas que marcaram os anos finais da Capitania Geral dos Açores, trouxeram naturalmente grandes dissabores a Cabral de Melo. Em 1828, quando a Capitania Geral já se aproximava do fim e a Guerra Civil Portuguesa levava ao extremar de posições, foi demitido da função pública por suspeita de miguelista, por ter contemporizado com a governação de Garção Stockler. Sem emprego, recorreu à advocacia, sendo advogado de provisão, isto é advogado sem habilitação académica. Foi procurador na Terceira, entre outros, de Almeida Garrett, com quem manteve correspondência.
Terminada a Guerra Civil e acalmadas as paixões que haviam levado à sua demissão, em 1836 foi nomeado por concurso para o lugar de secretário da Câmara Municipal de Angra, mas acabou por ser preterido pouco tempo depois. Depois de um contencioso de vários anos, que incluiu uma ida a Lisboa em demanda da justiça, foi reintegrado em 1840 na secretaria do Município. Aposentou-se da Câmara de Angra, mas nos anos finais da sua vida passou necessidades devido à parca reforma.
Apesar do percurso de vida acidentado, Cabral de Melo nunca deixou de estudar, sendo um bom latinista, poeta e tradutor, além de excelente calígrafo. A sua vasta obra, de inspiração neoclássica, inclui algumas composições excelentes. Muitas são as obras traduzidas e originais e ainda outras inéditas, como sobre a história contemporânea. A tradução para português das Odes de Horácio é das poucas que em português no século XIX que abrangem a totalidade da obra, apesar de ter obtido reputação escassa, talvez por terem sido impressos apenas cerca de 600 exemplares. O latinista Martins Bastos, na Instrução Pública, fez elogiosas referências ao poeta açoriano, propondo que o Conselho Superior de Instrução Pública, pela muita consideração que lhe merecia, aprovasse a obra como própria para uso das aulas de instrução secundária.
Na sua obra destacam-se as composições poéticas, em especial a Ode a um Pessegueiro (1851), mas a sua obra-prima é a tradução das odes de Horácio (1853). Entre as traduções que publicou do francês e inglês destaca-se a tradução da obra Mérope de Voltaire (1841).
Um colectânea dos seus poemas, intitulada Poesias Líricas, datada de 1834, foi o primeiro livro de um poeta açoriano a ser impresso nos Açores. Apesar da maioria das suas composições estar dispersa por jornais e revistas, publicou algumas monografias de algum vulto, com destaque para as obras Biografia do Padre Jerónimo Emiliano de Andrade (1861) e Manifesto da Câmara Municipal de Angra (1836). Esta última obra trouxe-lhe grandes dissabores, estando na origem da sua demissão do cargo de secretário daquela Câmara.
Para além da escrita, dedicou-se à caligrafia, revelando-se um calígrafo de grande mérito. Inocêncio Francisco da Silva, que no Dicionário Bibliográfico lhe consagra seis páginas, escreveu: «A vida deste estimável poeta e insigne calígrafo açoriano, a quem Adriano Balbi dedicou os devidos elogios no «Essai statistique sur le royaume de Portugal et d'Algarve», tomo II, pág. CCXXX, aludindo a o seu famoso quadro caligráfico, por ele oferecido a D. João VI no Rio de Janeiro em 1818, merece sem dúvida um estudo mais extenso e demorado».
A longa lista das suas produções, incluindo as traduções que publicou, foi publicada na edição de A Terceira de 1888 em "Subsídios para bibliografia Açoriana", num artigo da autoria de Coelho Mendes. Inocêncio Francisco da Silva deixou no Dicionário Bibliográfico a mais completa lista que se conhece. Deixou inédita uma obra intitulada Quadro Histórico dos sucessos da ilha Terceira no período que decorre de 1828-1833.
Foi agraciado com o grau de cavaleiro da Ordem de Cristo por D. João VI de Portugal. Foi membro correspondente da Academia Filomática do Rio de Janeiro. Conhece-se um retrato de Cabral de Melo, litografado em Lisboa.

## Obras publicadas
José Augusto Cabral de Melo é autor de uma vasta obra publicada, em grande parte dispersa por periódicos de diversas cidades. A sua obra, notável para a época, é na actualidade quase desconhecida. Entre a sua obra conta-se:
- 1834 — Poesias Lyricas. Collecção Primeira [única]. Angra do Heroísmo, Impr. da Prefeitura.
- 1836 — Manifesto Offerecido á Nação Portugueza pela Camara Municipal da Cidade de Angra, Ilha Terceira, no Anno de 1836. Lisboa: [s.n.], 1836. (Galhardo e Irmãos).
- 1841 — Mérope, tragédia de Voltaire, traduzida em verso portuguez. Angra do Heroísmo, Impr. do Iris.
- 1845 — Ode à laranjeira. Angra do Heroísmo, Imp. J. J. Soares.
- 1851 — Ode a um pessegueiro: no dia 9 de Julho de 1851, aniversário daquele em que o autor, no ano de 1809, começa a servir o estado na secretaria do Governo Geral dos Açores. Angra do Heroísmo, Imp. J. J. Soares.
- 1853 — Odes de Q. Horácio Flaco, traduzidas em verso na linguagem portuguesa. Angra, Typ. do Angrense (as vicissitudes por que passou a edição, limitada a 622 exemplares, são explicadas na Observação final do traductor, que ocupa a última folha; na realidade, apenas as primeiras 232 páginas foram impressas em Angra, tendo sido as restantes impressas em Lisboa, na Tipografia de António José Fernandes Lopes, editor do Panorama).
- 1861 — Biographia do P. Jeronymo Emiliano de Andrade. Angra do Heroísmo, Typ. de J. J. Soares.